# Płaszów
Płaszów was van oktober 1942 tot januari 1945 een naziconcentratiekamp nabij de Poolse stad Krakau.

## Tijdens de Tweede Wereldoorlog
Het werkkamp werd in in oktober 1942 in gebruik genomen. Het was toen bedoeld voor de ongeveer 4000 Joodse gevangenen uit het getto van Krakau. De gevangenen van Płaszów werden gebruikt als werkkrachten in wapenfabrieken en een steengroeve. In maart 1943 nam het aantal gevangenen sterk toe, toen het Joodse getto in Łódź werd geliquideerd en alle nog levende inwoners naar Płaszów gedeporteerd werden. Dit gebeurde tussen 1943 en 1944 met veel getto's uit de regio, zoals de getto's van Bochnia, Tarnow, Wieliczka, Rzeszów, Przemyśl en Szebnie. Hierdoor groeide het concentratiekamp sterk en bereikte zijn hoogtepunt in 1944 met ongeveer 25.000 gevangenen en een kampterrein van 80 hectare. In januari 1944 werd het kamp omgevormd van werkkamp naar concentratiekamp. Het sterftecijfer in het kamp lag erg hoog, vooral door de minieme sanitaire voorzieningen die besmettelijke ziekten als tyfus en difterie in de hand werkten, en de schijnbaar willekeurige executies van gevangenen door de SS.
Vanaf 11 februari 1943 tot en met 13 september 1944 was Amon Göth de commandant van concentratiekamp Płaszów.
Op 14 januari 1945 vertrokken de ongeveer 600 overgebleven gevangenen op een dodenmars naar Auschwitz. Zij die de mars overleefden werden in Auschwitz vergast. Op 18 januari 1945 werd het lege kamp door het Rode Leger bevrijd, hierna verbleef het Rode Leger hier nog tot oktober 1945.

## Na de Tweede Wereldoorlog
Na het vertrek van het Rode Leger was het kamp lange tijd verlaten, waardoor het grootste deel van het kamp verwoest is. Een deel van Steven Spielberg's film Schindler's List (1993) speelt zich af in Płaszów.
Een van de weinige dingen die nog oorspronkelijk van het kamp overgebleven waren, was het kantoor van de kampcommandant. In dit 'Grijze huis' zijn ook de opnames geweest voor de film Schindler's list. In 2018 zijn op het voormalige kampterrein borden geplaatst met foto's, informatie en verhalen over het kamp. Ook zijn er toen monumenten en gedenkstenen geplaatst als herinnering aan de slachtoffers van het kamp.
Alfabetisch op naam.  Indien een kamp meerdere rollen had, staat het in de "hoogste" groep.
Zie ook: Lijst van naziconcentratiekampen · Jappenkampen in Nederlands-Indië · Lijst van jappenkampen